# باشگاه ورزشی آدانا دمیرسپور
باشگاه ورزشی آدانا دمیرسپور (انگلیسی: Adana Demirspor) یک باشگاه چند رشته‌ای است که بیش‌تر بابت فوتبال شناخته می‌شود.
این باشگاه در آدانا، ترکیه، قرار دارد و در رشته فوتبال هم‌اکنون، در سوپر لیگ فوتبال ترکیه، بالاترین سطح لیگ فوتبال در این کشور به فعالیت می‌پردازد. 
آدانا دمیرسپور اولین باشگاه مستقر در خارج از استانبول، آنکارا یا ازمیر بود که در فصل ۱۹۶۰–۱۹۶۱ به لیگ ملی فوتبال ترکیه ملحق شد، قبل از آن، بازی‌های لیگ فقط در این سه شهر برگزار می‌شد.